# Lituanie au Concours Eurovision de la chanson 2017
La Lituanie est l'un des quarante-deux pays participants du Concours Eurovision de la chanson 2017, qui se déroule à Kiev en Ukraine. Le pays est représenté par le groupe Fusedmarc et sa chanson Rain of Revolution. À l'Eurovision, le pays termine 17e en demi-finale avec 42 points, ne se qualifiant pas pour la finale.

## Sélection
Le diffuseur lituanien confirme sa participation le 11 août 2016.

### Chansons
Les 51 chansons participant à la sélection lituanienne sont révélées le 26 décembre 2016. Deux d'entre elles se sont cependant retirées par la suite, ramenant le nombre de participants de 51 à 49.
| Artiste                                    | Chanson                     |
| ------------------------------------------ | --------------------------- |
| Aistė Pilvelytė                            | I'm Like a Wolf             |
| Alanas Chošnau                             | 7 Days                      |
| Audrius Janonis                            | Run                         |
| Audrius Petrauskas                         | Shine Like Gold             |
| Augustė Vedrickaitė                        | It's Not Over (Not to Me)   |
| Benas Malakauskas                          | Rolling                     |
| Dagna Kondratavičiūtė                      | Feel It                     |
| Deividas Žygas                             | Only You                    |
| Dovydas Petrošius                          | Love is Free                |
| Edgaras Lubys                              | Could It Be?                |
| E.G.O.                                     | My Story                    |
| Elvina Milkauskaitė                        | Try                         |
| Evaldas Vaikasas                           | Fire Kisses                 |
| Erika Astrauskaitė                         | No More                     |
| Fusedmarc                                  | Rain of Revolution          |
| Gabrielė Vilkickytė                        | Jūra                        |
| Gabrielius Vagelis                         | Feel Myself Free            |
| Gytis Ivanauskas                           | Get Frighten                |
| Golden Monkeys                             | Septyni dievai              |
| Gražvydas                                  | Paint the Sky Blue          |
| Greta Zazza                                | Like I Love You             |
| Hit                                        | I Wanna Love You Tonight    |
| Ieva Zasimauskaitė                         | You Saved Me                |
| Julija Jegorova                            | Higher                      |
| Justin3                                    | Streets of Vilnius          |
| Kotryna Juodzevičiūtė                      | Love Shadow                 |
| Lawreigna                                  | Freedom                     |
| Marius Petrauskas                          | She's My Universe           |
| Mia                                        | Sacrifice                   |
| Milda Martinkėnaitė & Saulenė Chlevickaitė | Paperheart                  |
| Monee                                      | Nnn                         |
| Neringa Šiaudikytė                         | Running Out of Time         |
| Otreya                                     | Last Two Weeks              |
| Paula Valentaitė                           | Let U Go                    |
| Queens of Roses                            | Fisherman                   |
| Rasa Kaušiūtė                              | Fly                         |
| Rugilė Daujotaitė                          | Perkūne ugniaveidi          |
| Ruslanas Kirilkinas                        | When the Night Falls In     |
| Rūta Andruškevičiūtė                       | The Way to Your Heaven      |
| Sasha Song                                 | Never Felt Like This Before |
| Shiny Raia                                 | All You                     |
| Soliaris                                   | Undefeatable                |
| Strėlės                                    | Bastard                     |
| Tadas Rimgaila & Samanta Tīna              | Tavo oda                    |
| Valdas Lacko                               | It's So Unfair              |
| Valerija Iljinaitė                         | You Made Me Glow            |
| Varjetė                                    | My Story                    |
| Vidas Bareikis & Ieva Zasimauskaitė        | I Love My Phone             |
| Vilija Matačiūnaitė                        | I See the Lights            |
| Virgis Valuntonis                          | Victorious                  |
| Vlad Max                                   | I'll Never Let You Down     |

### Émissions

#### Auditions
Durant les quatre premières soirées, tous les participants passeront une première phase d'auditions éliminatoires. La moitié des participants seront éliminés. Le nombre de candidats toujours en lice à l'issue des quatre semaines sera donc de 24.

##### Audition 1
| Ordre | Artiste                       | Chanson                     | Vote du jury | Vote du public | Vote du public | Total | Place |
| Ordre | Artiste                       | Chanson                     | Vote du jury | Voix           | Points         | Total | Place |
| ----- | ----------------------------- | --------------------------- | ------------ | -------------- | -------------- | ----- | ----- |
| 1     | Justin3                       | Streets of Vilnius          | 1            | 244            | 2              | 3     | 11    |
| 2     | Rūta Andruškevičiūtė          | The Way to Your Heaven      | 0            | 98             | 0              | 0     | 12    |
| 3     | Paula                         | Let U Go                    | 5            | 821            | 12             | 17    | 3     |
| 4     | Golden Monkeys                | Septyni dievai              | 7            | 423            | 7              | 14    | 4     |
| 5     | Augustė Vedrickaitė           | It's Not Over (Not to Me)   | 3            | 257            | 3              | 6     | 8     |
| 6     | Sasha Song                    | Never Felt Like This Before | 10           | 438            | 8              | 18    | 2     |
| 7     | Dagna Kondratavičiūtė         | Feel It                     | 4            | 172            | 0              | 4     | 10    |
| 8     | Audrius Petrauskas            | Shine Like Gold             | 5            | 228            | 1              | 6     | 9     |
| 9     | Benas Malakauskas             | Rolling                     | 8            | 284            | 4              | 12    | 6     |
| 10    | Tadas Rimgaila & Samanta Tīna | Tavo oda                    | 2            | 290            | 5              | 7     | 7     |
| 11    | Otreya                        | Last Two Weeks              | 6            | 390            | 6              | 12    | 5     |
| 12    | Edgaras Lubys                 | Could It Be?                | 12           | 505            | 10             | 22    | 1     |

##### Audition 2
| Ordre | Artiste               | Chanson            | Vote du jury | Vote du public | Vote du public | Total | Place |
| Ordre | Artiste               | Chanson            | Vote du jury | Voix           | Points         | Total | Place |
| ----- | --------------------- | ------------------ | ------------ | -------------- | -------------- | ----- | ----- |
| 1     | E.G.O.                | My Story           | 5            | 377            | 6              | 11    | 6     |
| 2     | Monee                 | Nnn                | 3            | 376            | 5              | 8     | 7     |
| 3     | Varjetė               | My Story           | 0            | 306            | 0              | 0     | 12    |
| 4     | Gabrielius Vagelis    | Feel Myself Free   | 8            | 384            | 7              | 15    | 3     |
| 5     | Ieva Zasimauskaitė    | You Saved Me       | 10           | 361            | 3              | 13    | 5     |
| 6     | Rugilė Daujotaitė     | Perkūne ugniaveidi | 2            | 362            | 4              | 6     | 9     |
| 7     | Mia                   | Sacrifice          | 12           | 500            | 10             | 22    | 1     |
| 8     | Deividas Žygas        | Only You           | 0            | 42             | 0              | 0     | 13    |
| 9     | Rasa Kaušiūtė         | Fly                | 5            | 339            | 2              | 7     | 8     |
| 10    | Gabrielė Vilkickytė   | Jūra               | 4            | 313            | 1              | 5     | 10    |
| 11    | Lawreigna             | Freedom            | 1            | 85             | 0              | 1     | 11    |
| 12    | Kotryna Juodzevičiūtė | Love Shadow        | 7            | 525            | 12             | 19    | 2     |
| 13    | Valdas Lacko          | It's So Unfair     | 6            | 451            | 8              | 14    | 4     |

##### Audition 3
| Ordre | Artiste                                    | Chanson                  | Vote du jury | Vote du public | Vote du public | Total | Place |
| Ordre | Artiste                                    | Chanson                  | Vote du jury | Voix           | Points         | Total | Place |
| ----- | ------------------------------------------ | ------------------------ | ------------ | -------------- | -------------- | ----- | ----- |
| 1     | Gražvydas                                  | Paint the Sky Blue       | 6            | 518            | 7              | 13    | 5     |
| 2     | Fusedmarc                                  | Rain of Revolution       | 10           | 401            | 5              | 15    | 4     |
| 3     | Marius Petrauskas                          | She's My Universe        | 3            | 320            | 3              | 6     | 8     |
| 4     | Dovydas Petrošius                          | Love is Free             | 0            | 111            | 0              | 0     | 13    |
| 5     | Strėlės                                    | Bastard                  | 6            | 361            | 4              | 10    | 7     |
| 6     | Virgis Valuntonis                          | Victorious               | 0            | 134            | 0              | 0     | 12    |
| 7     | Vilija Matačiūnaitė                        | I See the Lights         | 4            | 307            | 1              | 5     | 10    |
| 8     | Milda Martinkėnaitė & Saulenė Chlevickaitė | Paperheart               | 5            | 485            | 6              | 11    | 6     |
| 9     | Gytis Ivanauskas                           | Get Frighten             | 8            | 699            | 12             | 20    | 2     |
| 10    | HIT                                        | I Wanna Love You Tonight | 3            | 233            | 0              | 3     | 11    |
| 11    | Vidas Bareikis & Ieva Zasimauskaitė        | I Love My Phone          | 7            | 619            | 8              | 15    | 3     |
| 12    | Erika Astrauskaitė                         | No More                  | 3            | 314            | 2              | 5     | 9     |
| 13    | Greta Zazza                                | Like I Love You          | 12           | 648            | 10             | 22    | 1     |

##### Audition 4
| Ordre | Artiste             | Chanson                 | Vote du jury | Vote du public | Vote du public | Total | Place |
| Ordre | Artiste             | Chanson                 | Vote du jury | Voix           | Points         | Total | Place |
| ----- | ------------------- | ----------------------- | ------------ | -------------- | -------------- | ----- | ----- |
| 1     | Elvina Milkauskaitė | Try                     | 1            | 83             | 1              | 2     | 10    |
| 2     | Julija Jegorova     | Higher                  | 4            | 142            | 3              | 7     | 8     |
| 3     | Evaldas Vaikasas    | Fire Kisses             | 3            | 413            | 7              | 10    | 6     |
| 4     | Neringa Šiaudikytė  | One More Night          | 8            | 169            | 4              | 12    | 5     |
| 5     | Vlad Max            | I'll Never Let You Down | 0            | 56             | 0              | 0     | 11    |
| 6     | Shiny Raia          | All You                 | 6            | 123            | 2              | 8     | 7     |
| 7     | Alanas Chošnau      | 7 Days                  | 10           | 495            | 8              | 18    | 2     |
| 8     | Valerija Iljinaitė  | You Made Me Glow        | 7            | 353            | 6              | 13    | 4     |
| 9     | Queens of Roses     | Fisherman               | 5            | 567            | 10             | 15    | 3     |
| 10    | Audrius_Janonis     | Run                     | 2            | 217            | 5              | 7     | 9     |
| 11    | Aistė Pilvelytė     | I'm Like a Wolf         | 12           | 1016           | 12             | 24    | 1     |

#### Huitièmes de finale
Durant deux semaines, les 24 qualifiés vont passer les huitièmes de finale. Chaque soir, quatre candidats sont éliminés, réduisant le nombre de candidats à 16 à l'issue des deux semaines.

##### Huitième de finale 1
| Ordre | Artiste                                    | Chanson            | Vote du jury | Vote du public | Vote du public | Total | Place |
| Ordre | Artiste                                    | Chanson            | Vote du jury | Voix           | Points         | Total | Place |
| ----- | ------------------------------------------ | ------------------ | ------------ | -------------- | -------------- | ----- | ----- |
| 1     | E.G.O.                                     | My Story           | 2            | 442            | 3              | 5     | 8     |
| 2     | Benas Malakauskas                          | Rolling            | 4            | 141            | 0              | 4     | 9     |
| 3     | Otreya                                     | Last Two Weeks     | 3            | 295            | 0              | 3     | 10    |
| 4     | Edgaras Lubys                              | Could It Be?       | 8            | 472            | 4              | 12    | 6     |
| 5     | Milda Martinkėnaitė & Saulenė Chlevickaitė | Paperheart         | 1            | 438            | 2              | 3     | 12    |
| 6     | Ieva Zasimauskaitė                         | You Saved Me       | 12           | 510            | 6              | 18    | 2     |
| 7     | Gytis Ivanauskas                           | Get Frighten       | 7            | 1032           | 12             | 19    | 1     |
| 8     | Valdas Lacko                               | It's So Unfair     | 2            | 302            | 1              | 3     | 11    |
| 9     | Paula                                      | Let U Go           | 7            | 980            | 10             | 17    | 4     |
| 10    | Gražvydas                                  | Paint the Sky Blue | 5            | 689            | 8              | 13    | 5     |
| 11    | Fusedmarc                                  | Rain of Revolution | 10           | 592            | 7              | 17    | 3     |
| 12    | Gabrielius Vagelis                         | Feel Myself Free   | 6            | 506            | 5              | 11    | 7     |

##### Huitième de finale 2
| Ordre | Artiste                             | Chanson                     | Vote du jury | Vote du public | Vote du public | Total | Place |
| Ordre | Artiste                             | Chanson                     | Vote du jury | Voix           | Points         | Total | Place |
| ----- | ----------------------------------- | --------------------------- | ------------ | -------------- | -------------- | ----- | ----- |
| 1     | Sasha Song                          | Never Felt Like This Before | 10           | 350            | 2              | 12    | 5     |
| 2     | Valerija Iljinaitė                  | You Made Me Glow            | 6            | 440            | 5              | 11    | 7     |
| 3     | Alanas Chošnau                      | 7 Days                      | 8            | 257            | 1              | 9     | 8     |
| 4     | Greta Zazza                         | Like I Love You             | 10           | 757            | 8              | 18    | 2     |
| 5     | Aistė Pilvelytė                     | I'm Like a Wolf             | 12           | 1158           | 12             | 24    | 1     |
| 6     | Evaldas Vaikasas                    | Fire Kisses                 | 1            | 223            | 0              | 1     | 12    |
| 7     | Neringa Šiaudikytė                  | One More Night              | 5            | 111            | 0              | 5     | 10    |
| 8     | Queens of Roses                     | Fisherman                   | 3            | 924            | 10             | 13    | 4     |
| 9     | Vidas Bareikis & Ieva Zasimauskaitė | I Love My Phone             | 4            | 417            | 4              | 8     | 9     |
| 10    | Kotryna Juodzevičiūtė               | Love Shadow                 | 7            | 451            | 7              | 14    | 3     |
| 11    | Golden Monkeys                      | Septyni dievai              | 2            | 352            | 3              | 5     | 11    |
| 12    | Mia                                 | Sacrifice                   | 6            | 448            | 6              | 12    | 6     |

#### Quarts de finale
Lors des quarts de finale s'affrontent les seize participants restants. Huit concourent dans chaque quart, et à l'issue de chaque soirée, quatre candidats sont éliminés. Le nombre de candidats à la fin de cette phase de la compétition est donc réduit à huit.

##### Quart de finale 1
| Ordre | Artiste            | Chanson                     | Vote des jurys | Vote des jurys     | Vote des jurys | Vote des jurys | Vote du public | Vote du public | Total | Place |
| Ordre | Artiste            | Chanson                     | Jury lituanien | Jury international | Total          | Points         | Voix           | Points         | Total | Place |
| ----- | ------------------ | --------------------------- | -------------- | ------------------ | -------------- | -------------- | -------------- | -------------- | ----- | ----- |
| 1     | Ieva Zasimauskaitė | You Saved Me                | 8              | 5                  | 13             | 7              | 1002           | 7              | 14    | 4     |
| 2     | E.G.O.             | My Story                    | 5              | 7                  | 12             | 6              | 462            | 4              | 10    | 7     |
| 3     | Greta Zazza        | Like I Love You             | 10             | 8                  | 18             | 10             | 1132           | 8              | 18    | 3     |
| 4     | Gražvydas          | Paint the Sky Blue          | 4              | 4                  | 8              | 5              | 420            | 3              | 8     | 8     |
| 5     | Gytis Ivanauskas   | Get Frighten                | 3              | 4                  | 7              | 4              | 1539           | 10             | 14    | 5     |
| 6     | Aistė Pilvelytė    | I'm Like a Wolf             | 12             | 6                  | 18             | 10             | 1711           | 12             | 22    | 1     |
| 7     | Edgaras Lubys      | Could It Be?                | 6              | 10                 | 16             | 8              | 503            | 5              | 13    | 6     |
| 8     | Sasha Song         | Never Felt Like This Before | 7              | 12                 | 19             | 12             | 989            | 6              | 18    | 2     |

##### Quart de finale 2
| Ordre | Artiste               | Chanson            | Vote des jurys | Vote des jurys     | Vote des jurys | Vote des jurys | Vote du public | Vote du public | Total | Place |
| Ordre | Artiste               | Chanson            | Jury lituanien | Jury international | Total          | Points         | Voix           | Points         | Total | Place |
| ----- | --------------------- | ------------------ | -------------- | ------------------ | -------------- | -------------- | -------------- | -------------- | ----- | ----- |
| 1     | Alanas Chošnau        | 7 Days             | 7              | 3                  | 10             | 5              | 850            | 5              | 10    | 7     |
| 2     | Paula                 | Let U Go           | 6              | 10                 | 16             | 8              | 1365           | 10             | 18    | 3     |
| 3     | Gabrielius Vagelis    | Feel Myself Free   | 10             | 12                 | 22             | 12             | 1082           | 8              | 20    | 2     |
| 4     | Queens of Roses       | Fisherman          | 4              | 6                  | 10             | 5              | 1009           | 6              | 11    | 6     |
| 5     | Kotryna Juodzevičiūtė | Love Shadow        | 8              | 8                  | 16             | 8              | 1072           | 7              | 15    | 4     |
| 6     | Mia                   | Sacrifice          | 5              | 7                  | 12             | 7              | 502            | 4              | 11    | 5     |
| 7     | Fusedmarc             | Rain of Revolution | 12             | 5                  | 17             | 10             | 1777           | 12             | 22    | 1     |
| 8     | Valerija Iljinaitė    | You Made Me Glow   | 7              | 4                  | 11             | 6              | 477            | 3              | 9     | 8     |

#### Demi-finale
Lors de la demi-finale, les huit artistes encore en lice interprètent une nouvelle fois leur chanson. Six se qualifient pour la finale.
| Ordre | Artiste               | Chanson                     | Vote des jurys | Vote des jurys     | Vote des jurys | Vote des jurys | Vote du public | Vote du public | Total | Place |
| Ordre | Artiste               | Chanson                     | Jury lituanien | Jury international | Total          | Points         | Voix           | Points         | Total | Place |
| ----- | --------------------- | --------------------------- | -------------- | ------------------ | -------------- | -------------- | -------------- | -------------- | ----- | ----- |
| 1     | Sasha Song            | Never Felt Like This Before | 6              | 6                  | 12             | 5              | 1118           | 3              | 8     | 7     |
| 2     | Ieva Zasimauskaitė    | You Saved Me                | 3              | 5                  | 8              | 4              | 1121           | 4              | 8     | 8     |
| 3     | Paula                 | Let U Go                    | 4              | 10                 | 14             | 6              | 2048           | 8              | 14    | 5     |
| 4     | Aistė Pilvelytė       | I'm Like a Wolf             | 10             | 4                  | 14             | 6              | 2257           | 10             | 16    | 2     |
| 5     | Kotryna Juodzevičiūtė | Love Shadow                 | 8              | 8                  | 16             | 8              | 1593           | 7              | 15    | 4     |
| 6     | Fusedmarc             | Rain of Revolution          | 12             | 7                  | 19             | 12             | 2379           | 12             | 24    | 1     |
| 7     | Gabrielius Vagelis    | Feel Myself Free            | 5              | 12                 | 17             | 10             | 1464           | 5              | 15    | 3     |
| 8     | Greta Zazza           | Like I Love you             | 7              | 8                  | 15             | 7              | 1509           | 6              | 13    | 6     |

#### Finale
Un septième finaliste est choisi via un vote internet en tant que wildcard, il s'agit de Gytis Ivanauskas et de sa chanson Get Frighten. La finale est remportée par Fusedmarc, qui représentera donc la Lituanie au Concours 2017.
| Ordre | Artiste               | Chanson            | Vote des jurys                   | Vote des jurys | Vote du public | Vote du public | Total | Place |
| Ordre | Artiste               | Chanson            | Jury international et litunanien | Points         | Voix           | Points         | Total | Place |
| ----- | --------------------- | ------------------ | -------------------------------- | -------------- | -------------- | -------------- | ----- | ----- |
| 1     | Paula                 | Let U Go           | 44                               | 5              | 4 240          | 6              | 11    | 7     |
| 2     | Gabrielius Vagelis    | Feel Myself Free   | 49                               | 7              | 2 223          | 4              | 11    | 5     |
| 3     | Greta Zazza           | Like I Love you    | 48                               | 6              | 3 225          | 5              | 11    | 6     |
| 4     | Fusedmarc             | Rain of Revolution | 72                               | 12             | 15 324         | 12             | 24    | 1     |
| 5     | Aistė Pilvelytė       | I'm Like a Wolf    | 52                               | 8              | 14 438         | 10             | 18    | 2     |
| 6     | Gytis Ivanauskas      | Get Frighten       | 30                               | 4              | 5 356          | 8              | 12    | 4     |
| 7     | Kotryna Juodzevičiūtė | Love Shadow        | 69                               | 10             | 4 309          | 7              | 17    | 3     |

## À l'Eurovision
La Lituanie participe à la deuxième demi-finale, le 11 mai 2017. Arrivé 17e avec 42 points, le pays ne s'est pas qualifié pour la finale.